# Amenemope
Usermaatre Amenemope je bil faraon iz Enaindvajsete egipčanske dinastije, ki je vladal v letih 1001-992 pr. n. št. ali 996–985 pr. n. št.

## Vladanje
Amenemope je bil morda sin faraona  Psusenesa I. in njegove kraljice Mutnedžmet. Pred prevzemom oblasti je bil verjetno nekaj časa očetov sovladar. Sovladanje dokazuje napis na lanenem povoju, ki omenja »… kralj Amenemope, letu 49…«. Napis je bil rekonstruiran kot »[leto X pod] kraljem Amenemopejem, leto 49 [leto X pod kraljem Psusenesom].«  Leto 49 bi lahko pripadalo tudi visokemu Amonovemu svečeniku Menkeperreju, kar bi pomenilo, da Amenemope ni bil očetov sovladar. Britanski biblicist Kenneth Kitchen to domnevo zavrača in vztraja pri sovladanju, pri čemer se sklicuje na Papirus  Brooklin 16.205.
Amenemope se je med vladanjem naslavljal tudi z »visoki Amonov svečenik v Tanisu«, tako kot pred njim Psusenes I. Njegovo oblast so v celoti priznavali v Tebah, ki jih je takrat upravljal visoki Amonov svečenik Smendes II., za njm pa njegov brat Pinedžem II. Amenemope  je dokazan samo po svoji grobnici v Tanisu in tebanskih pokopih. Znano je tudi, da je nadaljeval dekoriranje kapele boginje Izide, »gospodarice piramid v Gizi«, in zgradil prizidek enega od templjev v Memfisu.
Vse različice Manetonovega Epitoma poročajo, da je Amenofitis (Amenemope) vladal devet let, kar je bolj ali manj potrjeno z arheološkimi najdbami. Njegove žene in otroci, če jih je imel, niso znani. Nasledil ga je Osorkon Starejši, ki najverjetneje ni bil njegov sorodnik. 
Analiza Amenemopejevega okostja, ki jo je opravil Douglas Derry, kaže, da je bil močno grajen mož, ki je dosegel precej visoko starost. Zgleda da je trpel zaradi vnetja lobanje, ki se je zelo verjetno razvilo v meningitis in povzročilo njegovo smrt.

## Pokop
Amenemope je bil pokopan v edini komori majhne grobnice NRT IV na kraljevi nekropoli v Tanisu. Nekaj let kasneje so ga med vladanjem faraona Siamona prenesli v NRT III, v komoro ob Psusenesu I., ki je nekoč pripadala njegovi domnevni materi Mutnedžmet. Njegovo nedotaknjeno grobnico sta  aprila 1940 odkrila francoska egiptologa Pierre Montet in  Georges Goyon.  Raziskave sta nadaljevala po drugi svetovni vojni leta 1946 in svoja odkritja objavila leta 1958.
Arheologa sta ob vstopu v grobnico ugotovila, da je bila zgrajena za kraljico Mutnedžmet. V komori je bil neoznačen granitni sarkofag, nekaj posod, vključno s kanopskimi vrči in posodo za vodo, ki je služila za umivaje mumije, in okoli 400 ušabtijev. V sarkofagu je bila pozlačena lesena krsta z Amenemopejevo mumijo. Na mumijo sta bili dve zlati pogrebni maski, dva naprsni plošči, zapestnice, ogrlice, prstani in  emajliran ovratnik. Na štirih predmetih je bilo ime Psusenesa I. Pogrebni maski sta prikazovali faraona kot mladega moža. Maski sta ob odkritju izražali trpljenje in prošnjo, ki so ju med restavriranjem omehčali. Mumija in grobni pridatki si zdaj v Egipčanskem muzeju v Kairu. 
Amenemope je bil pokopan mnogo manj razkošno kot njegov sosed Psusenes I. Slednji je bil pokopan v krsti iz čistega srebra in z masko iz čistega zlata, medtem ko sta bili Amenemopejeva krsta in maska samo pozlačeni.